# Estación de Archube
Archube (en euskera y en la cartelería de la estación Artxube) es un apeadero ferroviario situado en el municipio español de Güeñes, en el País Vasco. Forma parte de la red de ancho métrico de Adif, operada por Renfe a través de su división comercial Renfe Cercanías. Está integrada dentro del núcleo de Cercanías Bilbao al pertenecer a la línea C-4 (antigua línea B-1 de FEVE), que une Bilbao con La Calzada.

## Situación ferroviaria
La estación forma parte línea férrea que une Santander con Bilbao, punto kilométrico 629,3, tomando Ferrol como punto de partida, lo que explica el elevado kilometraje. Este kilometraje es el que predomina en la señalización. Según Adif, la denominación oficial de la línea a la que pertenece la estación es la 08-780 (Santander-Bilbao La Concordia).
Se encuentra a 69 metros de altitud. El tramo es de vía única en ancho métrico y está electrificado a 1500 V en CC.

## Historia
El 22 de abril de 2009, con la inauguración del apeadero de La Calzada, Feve (operador, por entonces, de la línea) aprovechó para mejorar el servicio que prestaba en Vizcaya. Para ello, creó esta línea de cercanías (y con ello la estación) que complementara los servicios regionales del corredor Bilbao-Valmaseda, con el objetivo de prestar un servicio más eficiente que el que venía dándose hasta entonces. Esto se debe a que el principal destino de los viajeros de las paradas intermedias era hacia/desde Bilbao, siendo despreciable el tráfico hacia León.
El 1 de enero de 2013, FEVE fue disuelta como empresa y, por un lado, la infraestructura de la línea pasó a depender del Administrador de Infraestructuras Ferroviarias (Adif) y los servicios ferroviarios empezaron a ser prestados por Renfe Operadora, a través de su división de nueva creación Renfe Feve. Desde entonces, la línea pasó a identificarse como C-4f, integrándose en la línea en la red de Cercanías Bilbao. Desde 2021, como proceso de integración de los servicios dentro de Renfe Cercanías, la división Renfe Feve pasó a denominarse Renfe Cercanías AM y la línea adoptó la nomenclatura C-4, que se mantiene en la actualidad.

## La estación
No pertenece a los apeaderos del proyecto original. Se trata de un simple apeadero en entorno rural, con una marquesina adyacente a la carretera BI-3651, de gran tráfico de vehículos. El ingreso se efectúa por un camino opuesto a la acera, junto al paso a nivel sin barreras contiguo al apeadero. El itinerario peatonal de acceso discurre por una calzada sin acera y en una zona sin prácticamente tráfico de vehículos. No dispone de edificio de viajeros, sino un simple refugio adosado a la pared del almacén mencionado. El andén presenta disposición lateral a la vía y se sitúa en kilometraje ascendente a la izquierda de la misma. Junto a él, circula la única vía principal. No dispone de aparcamiento propio.

## Servicios ferroviarios

### Cercanías
Forma parte de la línea C-4 (Bilbao - La Calzada) de Cercanías Bilbao. Tiene una frecuencia de trenes cercana a un tren cada treinta o sesenta minutos en función de la franja horaria. La cadencia disminuye durante los fines de semana y festivos. Los trayectos de esta relación se prestan exclusivamente con unidades eléctricas de la serie 3600 de Renfe.
| procedencia/destino | < estación | Línea | estación > | destino/procedencia |
| ------------------- | ---------- | ----- | ---------- | ------------------- |
| Bilbao Concordia    | Sodupe     |       | Lámbarri   | La Calzada          |